# مخمر شراب‌سازی

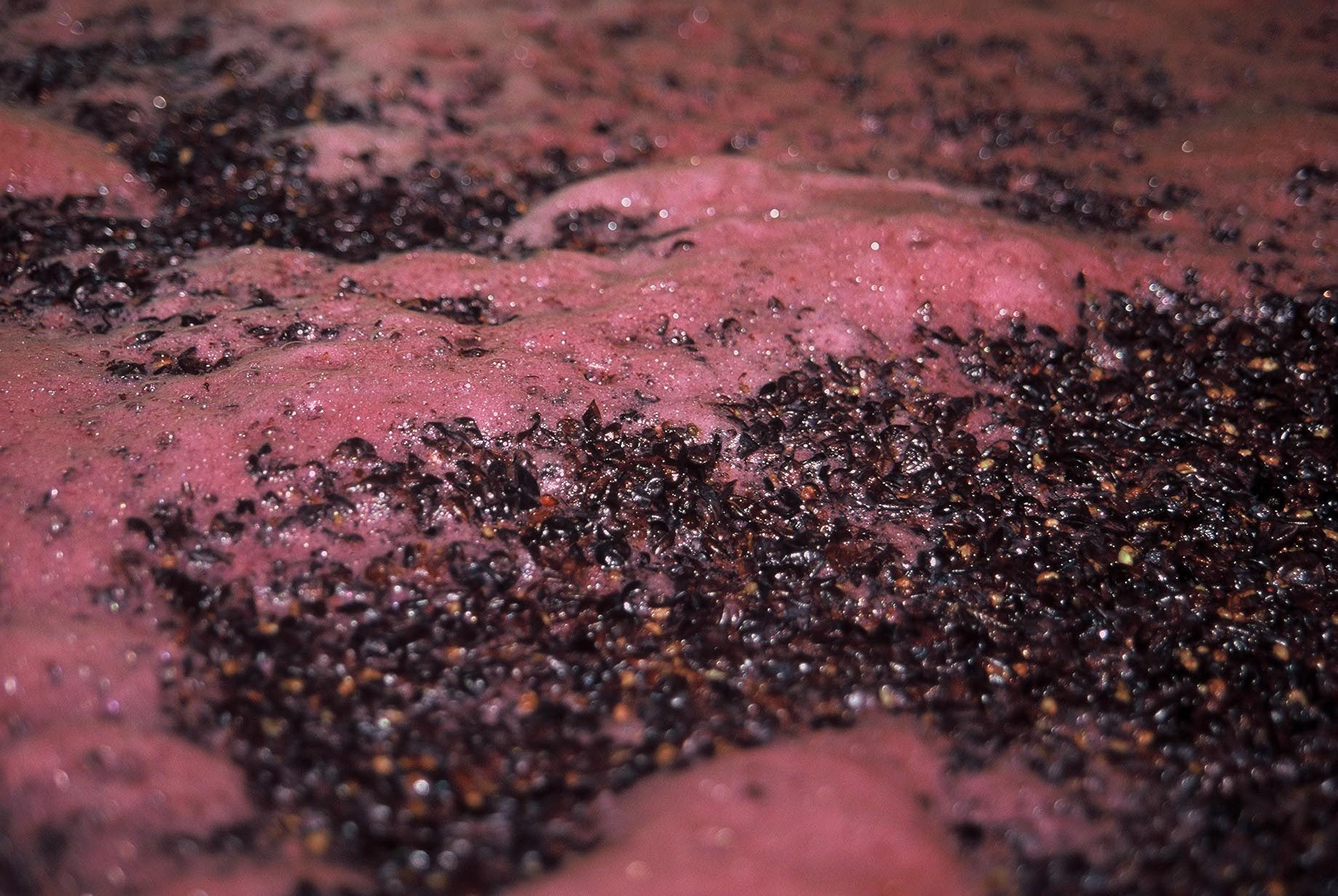
تبدیل قند به الکل و دی‌اکسید کربن به صورت کف در سطح شراب

نقش مخمر در شراب‌سازی (به انگلیسی: Yeast in winemaking) مهم‌ترین بخش در تبدیل آب انگور به شراب و شراب‌سازی است. مخمر، قند موجود در آب انگور را به الکل و دی‌اکسید کربن تبدیل می‌کند و هر چه مقدار قند موجود در آب انگور بیشتر باشد، میزان الکل محلول بیشتر می‌شود. ساکارومیسس سرویزیه همان مخمر شراب است که در تهیه آبجو و نان هم استفاده می‌شود.

## تاریخچه

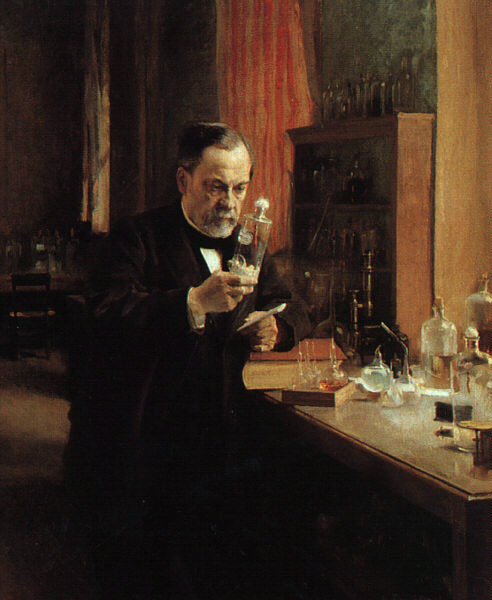
لویی پاستور، دانشمند فرانسوی

در میانه سده ۱۹، دانشمند فرانسوی به نام لویی پاستور از طرف دولت فرانسه مسئول پژوهش دربارهٔ ازبین‌رفتن (مزه) برخی شراب‌ها شد و همین باعث کشف میکروارگانیسم‌های مخمر توسط او شد و نام او را در صدر فهرست پدران علم میکروبیولوژی قرار داد.